# Buckner (Illinois)
Buckner – wieś w Stanach Zjednoczonych, w stanie Illinois, w hrabstwie Franklin.